# Emanuel Kohút
Emanuel Kohút (Bratislava, 21 luglio 1982) è un pallavolista slovacco.
Gioca nel ruolo di centrale nel Katowice.

## Carriera
La carriera di Emanuel Kohút inizia nel 2003 giocando per la squadra della sua città, il Polície Bratislava, militante nel massimo campionato slovacco e col quale, in quattro stagioni, si aggiudica due scudetti e due Coppe di Slovacchia; nel 2006 viene convocato per la prima volta in nazionale, con cui un anno dopo vince medaglia di bronzo alla European League.
Nella stagione 2007-08 va a giocare per la prima volta all'estero, in Germania, nella squadra dell'Unterhaching; con la nazionale vince la medaglia d'oro alla European League 2008. Nella stagione seguente viene ingaggiato dal Volley Treviso, nella Serie A1 italiana, dove resta per due annate; nell'annata 2010-11 passa alla Top Volley Latina, mentre con la nazionale vince nuovamente la medaglia d'oro all'European League.
Dopo un altro campionato nuovamente nella squadra di Treviso, nel campionato 2012-13 viene ingaggiato dal Piemonte Volley di Cuneo, dove milita per due annate, per poi passare nella stagione 2014-15 alla Pallavolo Piacenza, sempre in Serie A1, dove resta nuovamente per un biennio.
Per il campionato 2016-17 si accasa allo Czarni Radom nella Polska Liga Siatkówki polacca, dove rimane anche nel campionato seguente, durante il quale però difende i colori del Katowice.

## Palmarès

### Club
- Campionato slovacco: 2

2003-04, 2005-06
- Coppa di Slovacchia: 2

2003-04, 2006-07

### Nazionale (competizioni minori)
- European League 2007
- European League 2008
- European League 2011

### Premi individuali
- 2007 - European League: Miglior muro